# Tangorin
Tangorin är en ort i Australien. Den ligger i kommunen Flinders och delstaten Queensland, omkring 1 100 kilometer nordväst om delstatshuvudstaden Brisbane. Antalet invånare var 58 vid folkräkningen 2016.
Trakten runt Tangorin är nära nog obefolkad, med mindre än två invånare per kvadratkilometer..
Trakten runt Tangorin består i huvudsak av gräsmarker. Genomsnittlig årsnederbörd är 477 millimeter. Den regnigaste månaden är februari, med i genomsnitt 137 mm nederbörd, och den torraste är september, med 3 mm nederbörd.